# Trattati franco-monegaschi
Col termine di trattati franco-monegaschi si definiscono tre trattati diplomatici firmati rispettivamente nel 1861, nel 1918 e nel 2002 che costituiscono ancora oggi la base delle relazioni tra Francia e Principato di Monaco. I trattati, di fondo, hanno tutti ribadito l'indipendenza e la sovranità di Monaco oltre ai diritti di successione della casata dei Grimaldi.

## Il trattato del 1861
Il trattato franco-monegasco del 1861 riconobbe ufficialmente la sovranità di Monaco agli occhi della comunità internazionale. Precedentemente, sulla base di quanto stabilito dal Congresso di Vienna, infatti, il principato era stato definito come protettorato del Regno di Sardegna. Coi mutamenti del risorgimento, la fondazione del neonato Regno d'Italia ed il passaggio della Savoia e della contea di Nizza alla Francia, si rese dunque necessario un nuovo trattato per riconoscere comunque l'indipendenza del principato all'interno della nuova dimensione statale che lo circondava.

## Il trattato del 1918
Un secondo trattato tra il principato di Monaco e la Francia venne sottoscritto il 17 luglio 1918, a seguito della crisi per la successione di Monaco del 1918 presso la fine della prima guerra mondiale. In quel tempo, l'erede del trono monegasco non aveva figli legittimi per la successione al trono, e la possibilità che i suoi cugini tedeschi, i duchi di Urach potessero essere chiamati a quella successione, venne dichiarata inaccettabile da parte del governo francese. Fu quindi la Francia a fare pressioni perché si sottoscrivesse un trattato che consentisse al proprio governo di prevenire tale successione in futuro. Luigi II, per scongiurare ogni pericolo, ebbe comunque una figlia illegittima poi legittimata che gli succedette al trono.

## Il trattato del 2002
Un terzo trattato venne siglato tra i due governi il 24 ottobre 2002. Il nuovo trattato si è reso necessario nel regolare i rapporti tra il principato e la Francia a fronte della revisione della costituzione del principato avvenuta proprio nel 2002. Tali modifiche prevedevano che solo un membro nato nella casa dei Grimaldi potesse indossare la corona monegasca, ma Monaco si assumeva la prerogativa unilaterale di alterare l'ordine di successione per assicurare l'indipendenza del principato. Questo trattato da un lato risolse e concluse definitivamente le problematiche emerse col trattato del 1918, eliminando quindi anche l'eventualità che in caso di vacanza del trono il principato potesse divenire un protettorato francese, oppure che il matrimonio di un principe dovesse ricevere l'assenso da parte del governo francese. Inoltre si stabilì una più ampia possibilità di scelta del Ministro di Stato da parte dei Principi che non hanno più l'obbligo di rispettare le proposte dal governo francese.